# Unione Sportiva Benacense 1905 Riva
La Società Sportiva Benacense, meglio nota come Benacense, é una società sportiva italiana con sede nella città di Riva del Garda, in provincia di Trento.
Milita in Eccellenza, quinta divisione del campionato italiano.

## Storia
Nata nel 1905, la società rivana disputa nei suoi primi decenni di storia molte stagioni nei campionati regionali trentini.
Il "periodo d'oro" guidato dalla 
presidenza di Lazzara Gianpietro dura un ventennio, dalla metà degli anni '70 fino a agli anni '90, quando la Benacense milita in Serie D (poi rinominata Campionato Interregionale e in seguito Campionato Nazionale Dilettanti) per venti stagioni consecutive, dal 1974-1975 fino al 1994.
Nel campionato 1981-1982 la squadra in realtà sul campo era retrocessa in Promozione, ma venne in seguito riammessa al Campionato Interregionale, dove la stagione seguente giunse al secondo posto (suo miglior piazzamento di sempre).
L'ultima stagione dei biancoverdi nel massimo campionato dilettantistico è il campionato 1993-1994.
Successivamente ha militato in Eccellenza Trentino-Alto Adige fino al 2001, quando retrocesse in Promozione. Dopo due anni la Benacense vinse la Promozione Trentino-Alto Adige 2002-2003 facendo così ritorno in Eccellenza. I biancoverdi disputano quindi il massimo livello regionale fino al 2009 quando retrocedono in Promozione, dove rimangono sino al 2011 quando la squadra è retrocessa in Prima Categoria. A seguito della vittoria per 1-2 sul campo del Valrendena (decima consecutiva nel girone di ritorno) conseguita l'11/05/2014, la squadra guidata da Fabio Calliari viene promossa nel campionato di Promozione con due turni di anticipo. Nella stagione 2014-15 dopo un inizio un po' difficoltoso, la squadra riesce a disputare un discreto campionato per una società che si merita ben altri palcoscenici di quello della nostra regione. La progressiva rinascita del blasone biancoverde, guidato dal presidente Andrea Pederzolli, è proseguita anche nella stagione successiva 2015-16, in cui la squadra dopo aver disputato un ottimo girone di andata concluso al secondo posto, a causa di alcuni infortuni sfortunati, come quello occorso al bomber Giorgio Garniga, nel girone di ritorno ha perso la brillantezza e ha concluso il campionato ad un onorevole quarto posto.
Nella stagione 2016-17 la squadra allenata da mister Alan Gottoli chiude al secondo posto la stagione regolare alle spalle dell'Anaune e nel successivo spareggio tra la seconda classificata della promozione trentina e altoatesina vince per 6-2 contro il Parcines, mantenendo viva la speranza di una promozione in eccellenza trentina. Il 10 Agosto a seguito del ripescaggio del Levico Terme in serie D, la Benacense viene promossa in Eccellenza per la stagione 2017/2018, tornando a distanza di 9 anni nel massimo campionato regionale.
Nella stagione 2017-18 dopo un grande inizio di campionato la squadra, a causa anche di innumerevoli infortuni, subisce una serie di 11 partite in cui non trova la vittoria andando a complicare notevolmente la sua permanenza in categoria. Tuttavia, nonostante un finale abbastanza positivo, all'ultima giornata perde uno scontro salvezza fondamentale che la rimandano ad appena un anno di distanza in Promozione Trentina.
La stagione successiva è correlata da molte delusioni e poche gioie. La squadra, una delle favorite ad inizio anno, non è mai praticamente in lotta per la vittoria del campionato e alcune necessitudini interne diminuiscono l'entusiasmo del gruppo. Il campionato si conclude con un modesto 8º posto, con la consapevolezza che è necessario un passo indietro e ripartire dai giovani e da quei ragazzi che hanno mostrato attaccamento alla maglia.
Nella stagione 2019-2020 la squadra guidata da mister Giovanazzi conclude al quinto posto il girone di andata e con la conseguente esplosione della pandemia "Coronavirus" i campionati regionali si decretano conclusi alla 19ª giornata quando la squadra si trova in 4ª posizione e in piena lotta ancora per le posizioni di vertice. Purtroppo la pandemia condiziona anche la stagione 2020/2021 che viene interrotta dopo solamente 9 giornate.
Dopo cinque anni di Promozione, caratterizzati anche dalla pandemia da Covid-19, la Benacense nella stagione 2024-2025 torna a giocare nel campionato di Eccellenza Trentino-Alto Adige.

## Statistiche e record
| Categoria | Partecipazioni | Debutto   | Ultima stagione |
| --------- | -------------- | --------- | --------------- |
| Serie D   | 20             | 1974-1975 | 1993-1994       |

Il calciatore con più presenze è Osvaldo Risatti, classe 1963, difensore degli anni ottanta e novanta.
Un altro giocatore che ha fatto la storia della blasonata Benacense nell'ultimo decennio è Giorgio Garniga, che dopo una breve apparizione ad inizio millennio, decise di tornare nella squadra di Viale Rovereto dal 2013 al 2017 in cui sigla 45 goal in 73 presenze. Degna di nota la stagione 2013-2014 in cui contribuisce a riportare la squadra in Promozione con 26 gol in 23 partite disputate.
Parallelamente, nelle stagioni 2015-2019 il duttile centrocampista Calliari (con un passato in serie C) sigla 29 goal in 89 presenze, di cui molti di questi tramite calci di punizioni, una delle sue arme migliori.

## Palmarès

### Competizioni regionali
- Prima Divisione: 2

1942-1943, 1945-1946 (girone A)
- Campionato italiano di terza divisione: 1

1928-1929 (girone A)

### Altri piazzamenti
- Campionato Interregionale:

Secondo posto: 1982-1983 (girone B)
- Eccellenza:

Secondo posto: 1996-1997, 2004-2005
Terzo posto: 1994-1995, 1998-1999
- Coppa Italia Dilettanti Trentino-Alto Adige:

Finalista: 2017-2018
Semifinalista: 2018-2019